# День «Ноль дискриминации»
День «Ноль дискриминации» — Международный день ООН. Проводится ежегодно 1 марта. День направлен на продвижение равенства во всех странах-членах ООН. Этот день впервые отмечался 1 марта 2014 года, а 27 февраля того же года исполнительный директор ЮНЭЙДС Мишель Сидибе открыл его крупным мероприятием в Пекине.
В феврале 2017 года ЮНЭЙДС призвала людей «поднять шум вокруг дня „Ноль дискриминации“, высказаться и не допускать, чтобы дискриминация стояла на пути к достижению амбиций, целей и мечтаний».
Этот день особенно отмечается такими организациями, как ЮНЭЙДС.
Активисты в Индии использовали этот день, чтобы выступить против законов, повышающих вероятность дискриминации в отношении ЛГБТИ-сообщества, особенно во время предыдущей кампании по отмене закона, который раньше криминализовал гомосексуальность в этой стране.
В 2015 году американские армяне в Калифорнии устроили акцию в День «Ноль дискриминации», чтобы почтить память жертв Геноцида армян.